# Bob's Party Palace
Bob's Party Palace Uitgeest is een uitgaanscentrum aan de A9 in Uitgeest. In 1982 begon het uitgaanscentrum op de hoek van de Westerwerf-Geesterweg met een bowlingbaan, discotheek Turbo 2000 en een restaurant. Het horecapand is inmiddels vijf keer zo groot geworden. De maximale capaciteit van het totale complex is vijfduizend gasten.
Bob's behoort tot de grootste partycentra van Noord-Holland. Het partycentrum is 8000m² groot en de zeven verschillende zalen variëren in grootte en stijl. Bobs, wordt standaard elke zaterdagnacht geopend als respectievelijk discotheek en club voor jongeren. De planet is bijna elke week geopend.
De Bobs telt twee verdiepingen. Beneden bevindt zich het podium en een grote dansvloer. Boven staan verandabalkons van waar je naar beneden kunt kijken. Deze zaal heeft een capaciteit van 2250 personen.
In totaal zijn er zes verschillende bars en is de zaal voorzien van een licht- en geluidsinstallatie en twintig plasmaschermen.
In deze zaal zijn ook regelmatig optredens van Nederlandse artiesten als Wolter Kroes, Jan Smit en Guus Meeuwis. 
Club Planet is in september 2007 heropend. Club Planet is een loungeclub. De zaal heeft veel witte elementen wat gecombineerd wordt met ledverlichting. Club Planet heeft een capaciteit van 1250 personen. Er draaien elke week andere dj's. Enkele grote namen die al hebben gedraaid zijn Ricky Rivaro, Tony Cha Cha, Gregor Salto, Vato Gonzales en Peter Gelderblom 
Het partycentrum beschikt verder over twaalf bowlingbanen en verschillende eet- en afhaalmogelijkheden. 
Tijdens de Nightlife Awards 2007 werd Bobs uitgeroepen tot beste discotheek van Nederland.

## Wetenswaardigheden
- Het tv-programma TMF Clubcam wordt in 2009 vanuit de Bob's uitgezonden.